# Kelly Rowan
Kelly Rowan (Ottawa, 26 oktober 1965) is een Canadees actrice.

## Levensloop
Rowan groeide op in Toronto. Ze begon met modellenwerk, maar kwam door een reclamespotje in aanraking met acteren. Hierdoor kon ze haar studie betalen. Ze brak door in Canada met de televisieserie Mount Royal.

## Film
- Eight Days to Live: Teresa Spring, 2005
- Greenmail: Ashley Pryor, 2002
- Jet Boy: Erin, 2001
- Proximity: Anne Conroy, 2001
- Three to Tango: Olivia, 1999
- Harlequin's Loving Evangeline: Evie Shaw, 1998
- One Eight Seven: Ellen Henry, 1997
- Mocking the Cosmos: Lydia, 1996
- Assassins: Jennifer, 1995
- Candyman: Farewell to the Flesh: Annie Tarrant, 1995
- Hook: Peter's Mother, 1991
- The Long Road Home: Cynthia, 1989

## Televisie
- Eight Days To Live, Teresa Spring, 2006
- The O.C., Kirsten Cohen, 2003 t/m 2007
- The Man Who Saved Christmas, Mary, 2002
- A Girl Thing, Claire, 2001
- Scorn, Sharon, 2000
- The Truth About Jane, Ms. Lynn Walcott, 2000
- A Crime of Passion, Marci Elias, 1999
- Anya's Bell, Jeanne Rhymes, 1999
- Late Last Night, Jill, 1999
- When He Didn't Come Home, Carolyn Blair, 1998
- A Mother's Wish, 1997
- Rag and Bone, Gina Moran, 1997
- A Match Made in Heaven, Jane Cronin, 1997
- Lonesome Dove: The Outlaw Years, Mattie Shaw, 1995
- Black Fox: Good Men and Bad, Hallie Russell, 1995
- Loving Evangeline
- Adrift, Eliza Terrio, 1993
- Exclusive, Sunny, 1992
- Grave Secrets: The Legacy of Hilltop Drive, Gayla, 1992
- Another World, Suzie Strathmore, 1988
- The Kidnapping of Baby John Doe, verkoopster, 1987
- The Gate, Lori Lee, 1987
- The Truth About Alex, Ellie Sanders, 1986
- The High Price of Passion, 1986
- Children of Divorce, 1980